# A férfi mögött
Az A férfi mögött (eredeti címe: The Wife) egy 2017-es filmdráma amerikai, brit és svéd kooprodukcióban. A filmet rendezte Björn Runge, a forgatókönyvet Meg Wolitzer regénye alapján Jane Anderson készítette. A produkció főszerepében Glenn Close, Jonathan Pryce és Christian Slater. 
A film premierjét a 2017-es Torontói Nemzetközi Filmfesztiválon mutatták be szeptember 12-én. Az Egyesült Államokban 2018. augusztus 17-től, az Egyesült Királyságban szeptember 28-tól, Svédországban december 7-től vetítették a mozikban. Magyarországon a televízióban volt megtekinthető 2019. június 2-án.
Glenn Close alakítását több filmes díjra is jelölték, amiért egy Golden Globe-díjat és egy Screen Actors Guild-díjat nyert.

## Cselekmény
Joe Castleman regényíró és felesége, Joan meglepődve értesülnek arról, hogy a férfinak ítélik oda az irodalmi Nobel-díjat, és Stockholmba utaznak. Míg lányuk, Susannah első gyermekét várja, és boldog, addig David, aki szintén írói ambíciókat dédelget, úgy érzi, hogy apja hatalmaskodó árnyékában él. A csendes Joan összetartja a családot és hűséges a férjéhez, bár tudja és eltűri, hogy a férfinak több viszonya is volt fiatal nőkkel. A repülőgépen utazik velük az újságíró, Nathaniel Bone, aki életrajzot ír Joe-ról, és felveszi vele a kapcsolatot, de a férfi gorombán elutasítja őt.
Joe és Joan kapcsolatáról visszaemlékezésekből tudunk meg többet. Joan egy rendkívül tehetséges fiatal író volt, a valamivel idősebb Joe pedig a professzora a Smith College-ban. Joe viszonyt kezdett a diákjával, és végül elhagyta érte a feleségét és a gyermekét. Miután arra a következtetésre jutott, hogy egy nőnek kevés esélye van a sikerre a férfiak uralta irodalmi világban, Joan félretette ambícióit Joe karrierje javára. Átdolgozta "A diófa" (The Walnut) című középszerű regényvázlatát világszínvonalúvá, és elhelyezte egy kiadóvállalatnál, ahol asszisztensként dolgozott. Fokozatosan kiderül, hogy valójában Joan írta a következő évtizedekben azoknak a regényeknek az oroszlánrészét, amelyekért Joe most Nobel-díjat kap. Joe mindenütt úgy mutatja be a nőt, mint feleségét, aki művei szempontjából fontos személy, de maga nem alkot. A szellemírásról (ghostwriting) még a gyermekei sem tudnak.
Nathaniel Bone Joan saját publikált novelláiban stílusbeli hasonlóságot észlel Joe regényeihez, míg a férfi korai művei egyáltalán nem hasonlítanak a regényekhez. Először szembesíti Joant a gyanújával, hogy valójában ő írta Joe könyveit. A nő barátságosan és leereszkedően tagadja. Később Nathaniel elmeséli elméletét Davidnek is, aki emlékszik, hogy anyja sokáig magányosan dolgozott, amitől ő is szenvedett gyerekkorában.
A feszült helyzet és Joe újabb spontán viszonya egy fiatal fotóssal megrendíti Joan hűségét, és többször összetűzésbe kerülnek. Amikor Joe a díjátadó beszédében áradozva köszöni meg neki, hogy "a múzsája" - amit a nő megtiltott -, Joan annyira megalázva érzi magát, hogy bejelenti, elhagyja őt. A szállodai szobában zajló heves vita után, amelynek nyomán Joan már csomagol, Joe szívrohamot kap, és rövid kibékülés után meghal.
A hazafelé tartó repülőn Joan azzal fenyegetőzik, hogy beperli Nathaniel Bone-t, ha az közzéteszi a sejtéseit, és ezzel besározza Joe zsenialitását. Megígéri Davidnek, hogy "mindent elmond neki", és otthon a lányának is - az, hogy végül feltárja-e előttük az igazságot, vagy megtartja magának, nyitva marad.

## Szereplők
| Szerep                  | Színész            | Magyar hangja       |
| ----------------------- | ------------------ | ------------------- |
| Joan Castleman          | Glenn Close        | Kútvölgyi Erzsébet  |
| Joe Castleman           | Jonathan Pryce     | Dunai Tamás         |
| David Castleman         | Max Irons          | Kovács Lehel        |
| Nathaniel Bone          | Christian Slater   | Rába Roland         |
| Joe Castleman fiatalon  | Harry Lloyd        | Varju Kálmán        |
| Joan Castleman fiatalon | Annie Starke       | Ligeti Kovács Judit |
| Elaine Mozell           | Elizabeth McGovern | Vándor Éva          |
| Walter Bark             | Johan Widerberg    | Hamvas Dániel       |
| Arvid Engdahl           | Jan Mybrand        | Fazekas István      |
| Hal Bowman              | Richard Cordery    | Várkonyi András     |
| James Finch             | Peter Forbes       | Jakab Csaba         |
| Constance Finch         | Jane Garda         | Bertalan Ágnes      |
| Dusty Berkowitz         | Suzanne Bertish    | Pálos Zsuzsa        |

További magyar hangok: Gados Béla, Kajtár Róbert, Köves Dóra, Mórocz Adrienn, Rusznák Adrienn

## Fogadtatás
A film jó értékelést kapott a filmkritikától. A Rotten Tomatoeson 86%-os minősítést ért el 233 vélemény alapján, az összesítő szerint: „A férfi mögött Glenn Close alakításának erejére támaszkodik, hogy a történet erejét érvényre juttassa - és ő alaposan, lebilincselően megfelel a feladatnak.” Kevin Maher a Timestól azt írta: „Pryce rettenthetetlen formában van, bátran megtestesít egy szörnyű páncéllal és [...] puha, összezsugorodott belsővel rendelkező karaktert. Close pedig kimondhatatlanul jó, ahogyan egy kegyetlen, szeszélyes világ még mindig forrongó középpontját játssza.” Tim Robey a Daily Telegraphtól azt írta: „[Close] előadásának csillogó, fagyos minősége éppoly hipnotikus, mint amennyire titokzatos.”
A MetaCritic 77 pontot kapott a 100-ból 36 értékelés alapján. Richard Roeper a Chicago Sun Timestól azt írta: „A férfi mögött vizuálisan lenyűgöző, de Runge bölcsen választja az egyszerű megközelítést összességében, a párbeszédeknek és a színészeknek adva a középpontot.” Ann Hornaday a The Washington Posttól azt írta: „Szép produkció, amely finoman szúrja ki az irodalmi világ nagyképűségét és a Nagy Ember-mítoszokat. De elsősorban A férfi mögött lehetőséget nyújt a nézőknek arra, hogy megfigyelhessék generációjának egyik legjobb - és bűnösen alulértékelt - színésznőjét, amint éles eszű, finom, remekül kontrollált játékának csúcsán dolgozik.”
A Box Office Mojo szerint a film 19,9 millió dolláros bevételt ért el, a költségvetésről nincs adat.

## Fontosabb díjak és jelölések
| Esemény                      | Díj                     | Kategória                                       | Eredmény |
| ---------------------------- | ----------------------- | ----------------------------------------------- | -------- |
| 72. BAFTA-gála               | BAFTA-díj               | Legjobb női főszereplő: Glenn Close             | Jelölve  |
| 76. Golden Globe-gála        | Golden Globe-díj        | Legjobb női főszereplő (filmdráma): Glenn Close | Elnyerte |
| 91. Oscar-gála               | Oscar-díj               | Legjobb női főszereplő: Glenn Close             | Jelölve  |
| 25. Screen Actors Guild-gála | Screen Actors Guild-díj | Legjobb női főszereplő (mozifilm): Glenn Close  | Elnyerte |